# 国家食品药品监督管理局
国家食品药品监督管理局，简称国家食药监局，是中华人民共和国曾经存在的一个政府部门，成立于2003年，初为国务院副部级直属机构。2008年改为中华人民共和国卫生部管理的副部级国家局。2013年3月被撤销，其职能并入新组建的正部级国家食品药品监督管理总局。

## 沿革
1953年成立化工部医药管理局，负责国营与公私合营的药厂、中药厂、医疗器械厂的管理。1978年6月7日，国务院发布“78[111]号”文件，批准合并卫生部中国医药公司、化工部中国医药工业公司、商业部中国医疗器械公司，成立国家医药管理总局，直属于国务院，对中西药品、医疗器械的生产、经营实行归口统一管理领导。
1981年，国家医药管理总局成立进出口窗口企业：中国医药对外经济技术合作总公司成立；1988年更名为中国医药对外贸易总公司（简称国药外贸）。1982年5月，国务院决定国家医药管理总局降格为国家医药管理局，由国家经委领导。1988年国家医药管理局改为国务院直属局。1993年国家医药管理局改为国家经委领导。
1998年3月，朱镕基内阁对国家部委机构大改革。由原国家经济委员会下属的国家医药管理局，合并卫生部药政司，再吸收国家中医药管理局的部分职能，成立国家药品监督管理局。
2003年4月16日，根据2003年3月第十届全国人民代表大会第一次会议审议批准的《国务院机构改革方案》和2003年4月国务院批准的《国家食品药品监督管理局主要职责内设机构和人员编制规定》（“三定”规定），国务院直属机构国家食品药品监督管理局挂牌成立，办公地点为北京市西城区北礼士路甲38号。
2008年3月15日，第十一届全国人民代表大会第一次会议通过《第十一届全国人民代表大会第一次会议关于国务院机构改革方案的决定》，批准《国务院机构改革方案》。方案规定：“国家食品药品监督管理局改由卫生部管理。明确卫生部承担食品安全综合协调、组织查处食品安全重大事故的责任。”国家食品药品监督管理局由此改为卫生部管理的国家局。
2013年3月，根据第十二届全国人民代表大会第一次会议审议批准的《国务院机构改革方案》，将国务院多部门对涉及食品安全监督管理的职责整合，由新设立的国家食品药品监督管理总局统一管理。

## 职责
国家食品药品监督管理局的主要职责为：
1. 组织有关部门起草食品、保健品、化妆品安全管理方面的法律、行政法规，制定综合监督政策、工作规划并监督实施。
2. 依法行使食品、保健品、化妆品安全管理的综合监督职责。
3. 依法组织开展对食品、保健品、化妆品重大安全事故的查处，组织协调专项执法监督活动。
4. 综合协调食品、保健品、化妆品安全的检测和评价工作，监管信息发布办法并监督实施。
5. 起草药品管理的法律、行政法规并监督实施，依法实施中药品种保护制度和药品行政保护制度。
6. 起草医疗器械管理的法律、行政法规并监督实施；负责医疗器械产品注册和监督管理；起草有关国家标准，拟订和修订医疗器械产品行业标准、生产质量管理规范并监督实施。
7. 注册药品，拟订、修订和颁布国家药品标准；拟订保健品市场准入标准，负责保健品的审批工作；制定处方药和非处方药分类管理制度，建立和完善药品不良反应监测制度，负责药品再评价、淘汰药品的审核和制定国家基本药物目录的工作。
8. 拟订和修订药品研究、生产、流通、使用方面的质量管理规范并监督实施。
9. 监督生产、经营企业和医疗机构的药品、医疗器械质量，定期发布国家药品、医疗器械质量公报；依法查处制售假劣药品、医疗器械等违法行为。
10. 依法监管放射性药品、麻醉药品、毒性药品、精神药品及特种药械。
11. 拟订和完善执业药师资格准入制度，监督和指导执业药师注册工作。
12. 指导全国药品监督管理和食品、保健品、化妆品安全管理的综合监督工作。
13. 开展药品监督管理和食品、保健品、化妆品安全管理有关的政府间、国际组织间的交流与合作。
14. 承办国务院交办的其他事项。

## 历任负责人
国家食品药品监督管理局局长（副部长级）
1. 郑筱萸（任期：2003年－2005年） 1994年起出任国家医药管理局局长，1998年国务院机构改革后，出任新组建的国家药品监督管理局局长。（2007年以受贿罪判处死刑，以玩忽职守罪判处有期徒刑7年，被注射处决）
2. 邵明立（任期：2006年－2012年）
3. 尹　力（任期：2012年－2013年） 2013年4月起任国家卫生和计划生育委员会副主任，国家食品药品监督管理总局副局长、党组副书记。